# Fanny Agostini
Pour les articles homonymes, voir Agostini.
Fanny Agostini, née le 8 juillet 1988 à Beaumont (Puy-de-Dôme), est une journaliste, animatrice et présentatrice de télévision et de radio, chroniqueuse, militante écologiste et femme politique de gauche française. De 2017 à 2019, elle a été la présentatrice de l'émission Thalassa sur France 3.

## Biographie
Fille de propriétaires d'une pizzeria à La Bourboule, elle est élevée par ses grands-parents qui lui donnent le goût de la nature.

## Carrière à la radio et à la télévision
Après une classe préparatoire en science politique et lettres à Clermont-Ferrand, Fanny Agostini rejoint la radio France Bleu Pays d'Auvergne.
Elle suit ensuite, pendant deux ans, une formation de présentatrice radio au Studio École de France à Issy-les-Moulineaux d'où elle sort diplômée en 2009. Durant cette formation, elle effectue un stage à RTL aux côtés du journaliste et animateur Julien Courbet et intègre le groupe NextRadioTV pour présenter la météo et l'info trafic sur RMC et BFM Radio.

### 2011 - 2017: miss météo de BFM TV
À l'été 2011, Philippe Verdier quitte BFM TV pour la météo sur France 2, laissant sa place de l'après-midi sur la chaîne d'info en continu. Fanny Agostini, après une formation à Météo-France et l'ENM à Toulouse en climatologie, le remplace en septembre 2011 pour les bulletins météo situés entre 12 h 30 et 22 h du lundi au vendredi, alternant les bulletins en direct dans Midi-15H, et les bulletins enregistrés de l'après-midi. À partir de la rentrée 2014, elle anime les bulletins météo de la matinée tandis que Christophe Person présente ceux de l'après-midi. Elle présente ses derniers bulletins météo sur BFM TV le 12 juillet 2017, avant de rejoindre France 3.

### 2017 - 2019: départ de BFM TV pourThalassa
À compter du 2 octobre 2017, elle présente le magazine de la découverte Thalassa sur France 3, succédant ainsi à Georges Pernoud. 
Le 18 novembre 2018, elle présente, en première partie de soirée sur France 3, Premier de cordée tourné en haute montagne. Le programme ne rencontre pas le succès espéré[réf. nécessaire].
Le 22 mars 2019, au cours du tournage de l'émission Thalassa du lundi 8 avril 2019, Fanny Agostini et l’équipe technique ont été transportées à l’hôpital de Vannes à la suite de la chute dans le golfe du Morbihan de la montgolfière qui les accueillait, prise dans une dépression météo,.
Le 20 mai 2019, elle annonce qu'elle décide d'arrêter la présentation de Thalassa afin de se consacrer à l'ONG environnementale Landestini, qu'elle a fondée avec son mari. Landestini est mis en redressement judiciaire en décembre 2024; et l'ensemble des salariés sont licenciés en 2025.

### Depuis 2019: sur Europe 1, Ushuaïa TV et TF1
À la rentrée 2019, Fanny Agostini intègre Europe 1. Elle présente une chronique sur l'écologie et l'agriculture en direct de sa ferme pédagogique installée à Boisset en Haute-Loire. Elle intervient à 6 h 26 et 8 h 30 dans la matinale de Matthieu Belliard.
Début 2020, elle annonce son arrivée sur la chaîne Ushuaïa TV où elle animera chaque mois à compter du 28 mars l'émission En terre ferme sur la thématique de l'environnement.
Au cours d'une interview, elle revient sur son départ de Thalassa, où elle « n'aurait pas aimé prolonger » en raison notamment d'une ligne éditoriale pas assez ambitieuse selon elle,. Elle aurait voulu aller plus loin en matière de combat écologique.
Elle rejoint TF1 début janvier 2021 pour présenter, le samedi matin de 10h30 à 12h, l'émission Génération Ushuaïa consacrée à l'écologie.
Le 22 avril 2021, à l’occasion du Jour de la Terre, elle présente son émission En terre ferme sur TMC aux alentours de 1h30 du matin ainsi que plusieurs plateaux explicatifs tout au long de la journée.
Son émission Génération Ushuaïa est supprimée, début janvier 2024, en raison d’une réorganisation de la grille des programmes de la première chaîne, après l‘arrivée de Bonjour ! La Matinale TF1.

## Candidature municipale
Aux élections municipales de 2014, elle est candidate à La Bourboule sur la liste du maire sortant, Éric Brut (liste présentée par le Parti socialiste). Le 17 mars 2014, elle se retire temporairement de l'antenne de BFM TV afin de respecter la loi électorale qui impose aux candidats leur absence de l'antenne pendant la campagne officielle. Au soir du premier tour du 23 mars, la liste d'Éric Brut, sur laquelle elle est en 6e position, remporte l'élection avec 53,82 % des suffrages exprimés. Fanny Agostini siège en tant que conseillère municipale sans étiquette.

## Engagement pour la protection de l'environnement
Fanny Agostini est cofondatrice du « Climate Bootcamp », une session de formation annuelle se déroulant depuis 2015 en septembre à La Bourboule et réunissant des scientifiques, des journalistes et des personnalités publiques pour former les « leaders d'opinions » aux enjeux de protection de la biosphère.

## Publications
- 52 semaines au vert avec Fanny Agostini , Solar, 2021 (ISBN 978-2263172243)
- avec Henri Landes, Préface de Pierre Rabhi, Faites le plein de Nature ! La préserver au quotidien, notre bonheur, notre avenir, Editions de l'Observatoire, 2018 (ISBN 9791032903179)[23]

## Vie privée
Elle est en couple depuis 2015 avec le Franco-Américain Henri Landes, ancien conseiller environnement du président de l'Assemblée nationale Claude Bartolone et chargé d'un cours, en tant que vacataire, sur le développement durable à Sciences Po Paris. Henri Landes fait partie de la liste exclusive des invités du Dîner des Sommets de Laurent Wauquiez. Ils se sont mariés le 9 juin 2018 à La Bourboule (Puy-de-Dôme). Le 23 mai 2020, elle donne naissance à leur premier enfant, un garçon nommé Darwin.